# Tři kameny (usedlost)
Tři kameny (Dolní Večkerka) je zaniklá usedlost v Praze 5-Smíchově v Holečkově ulici.

## Historie
Název „U tří kamenů“ je doložen v polovině 18. století v Tereziánském katastru, který takto označil vinici před Újezdskou branou. Tuto deskovou vinici měla v majetku Zuzana Kuntzová, rozená Gfässerová, poté Jan Witzer.
Usedlost při ní byla postavena koncem 18. století. Dvě malá stavení, která na sebe kolmo navazovala, stála při takzvané „Košířské cestě“ západně od Večkerky a říkalo se také Dolní Večkerka. Vinice náležela pod jurisdikci úřadu desk zemských. V polovině 19. století ji držela Anna Schnellová, v 80. letech 19. století Luisa Röhrsová.

### Josef Holeček

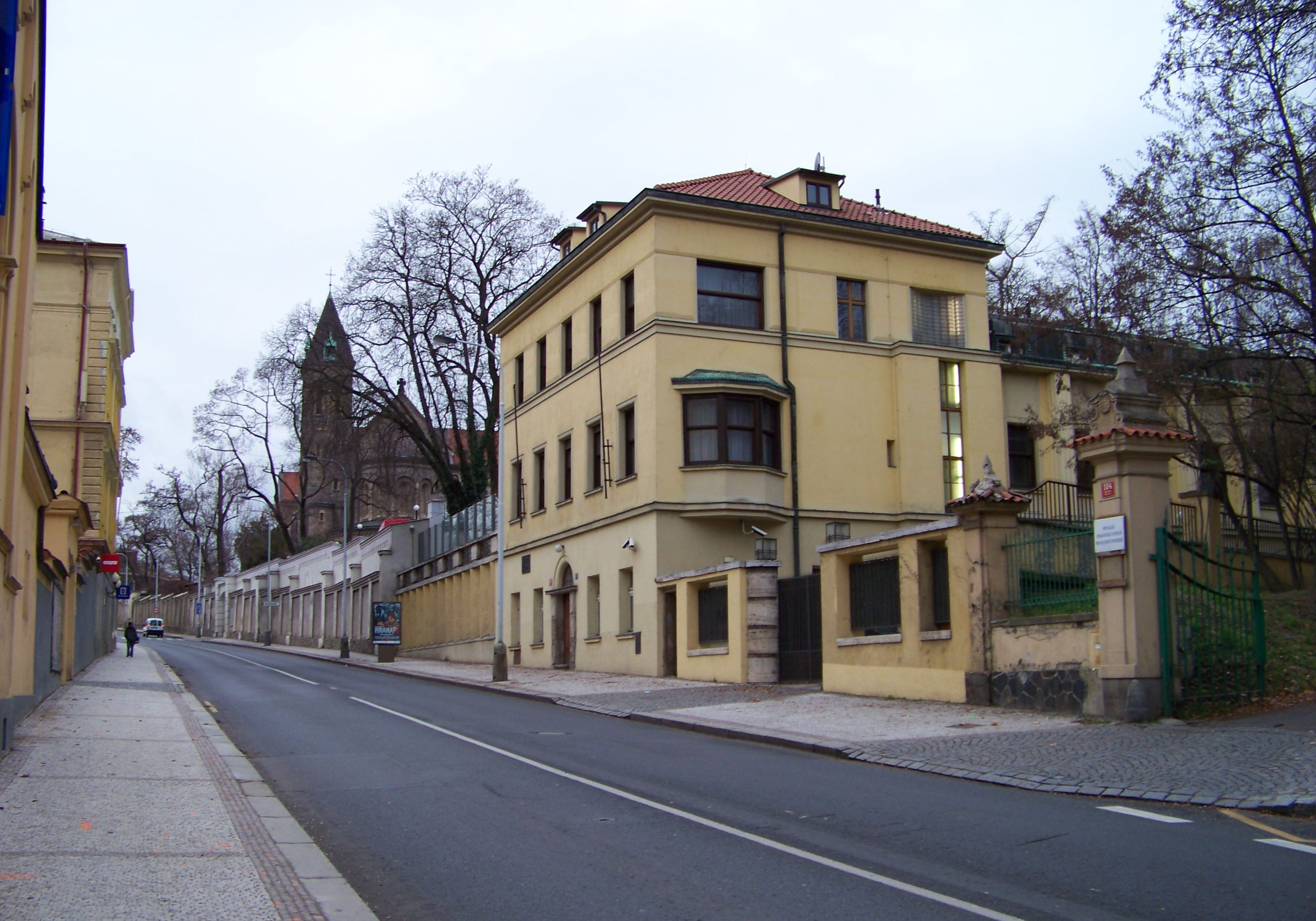
Holečkova 105/6

Josef Holeček (1853-1929), český novinář a spisovatel, bydlel v usedlosti v letech 1895-1926. Ještě za jeho života byla 5. března 1923 po něm pojmenována ulice, ve které usedlost stála.
Původní hospodářský dvůr byl zbořen roku 1924 a na jeho místě postavil architekt Bohumil Hypšman nový dům č.p. 6, jehož výzdoba pochází od sochaře Jaroslava Horejce. Holeček zemřel roku 1929 v domě Smíchov čp.817 (=Kováků 2).
Vila později sloužila jako pobočka velvyslanectví Vietnamské socialistické republiky. Po odchodu velvyslanectví jsou zde různé firmy.